# Liste der Biografien/Pif
Liste der Biografien |
Portal Biografien |
Personensuche
# |
A |
B |
C |
D |
E |
F |
G |
H |
I |
J |
K |
L |
M |
N |
O |
P |
Q |
R |
S |
T |
U |
V |
W |
X |
Y |
Z |
?
 
Pa |
Pc |
Pe |
Pf |
Ph |
Pi |
Pj |
Pk |
Pl |
Pm |
Pn |
Po |
Pr |
Ps |
Pt |
Pu |
Pv |
Pw |
Py
 
Pia |
Pib |
Pic |
Pid |
Pie |
Pif |
Pig |
Pih |
Pii |
Pij |
Pik |
Pil |
Pim |
Pin |
Pio |
Pip |
Piq |
Pir |
Pis |
Pit |
Piu |
Piv |
Piw |
Pix |
Piy |
Piz
Die Liste der Biografien führt alle Personen auf, die in der deutschsprachigen Wikipedia einen Artikel haben. Dieses ist eine Teilliste mit 16 Einträgen von Personen, deren Namen mit den Buchstaben „Pif“ beginnt.

## Pif

### Pifa
- Pifarély, Dominique (* 1957), französischer Jazzviolinist

### Pife
- Piferrer i Fàbregas, Pau (1818–1848), spanischer Journalist und Autor

### Piff
- Piff, Tobias (1879–1927), österreichischer Kleinbauer und Politiker (SDAP), MdL (Burgenland)
- Piffard, Henry Granger (1842–1910), US-amerikanischer Hautarzt
- Piffarerio, Paolo (1924–2015), italienischer Comiczeichner
- Piffaretti, Piergiorgio (* 1942), Schweizer Bildender Künstler und Kunstpädagoge
- Pifferi, Aldo (1938–2023), italienischer Radrennfahrer
- Pifferi, Guglielmo (1819–1910), italienischer Ordensgeistlicher, Kurienbischof der römisch-katholischen Kirche
- Piffl, Alfred (1907–1972), tschechischer Architekt und Denkmalschützer
- Piffl, Friedrich Gustav (1864–1932), österreichischer Kardinal und Erzbischof von WienFriedrich Gustav Piffl (1864–1932)

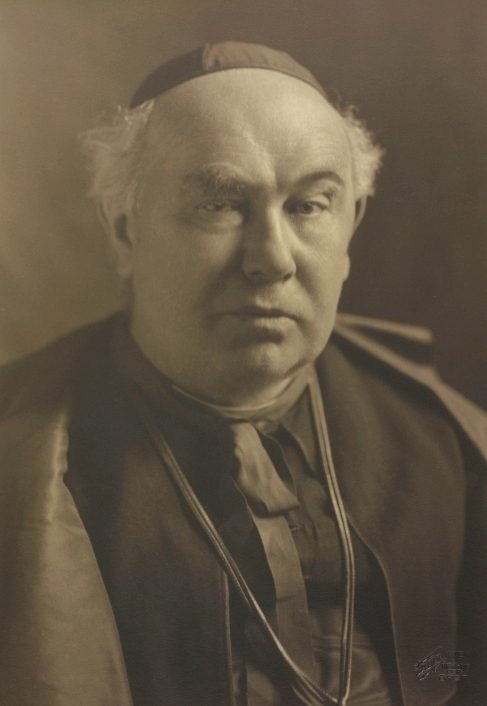
Friedrich Gustav Piffl (1864–1932)

- Piffl, Ludwig (1900–1975), österreichischer Lehrer und Quartärforscher
- Piffl, Otto (1866–1926), böhmischer Oto-Rhino-Laryngologe
- Piffl, Rudi (1924–2013), deutscher Tischtennisspieler
- Piffl-Perčević, Theodor (1911–1994), österreichischer Jurist und Politiker (ÖVP), Abgeordneter zum Nationalrat und Unterrichtsminister (1964–1969)
- Piffrader, Hans (1888–1950), österreichisch-italienischer Bildhauer

### Pifk
- Pifko, Cara (* 1976), kanadische Schauspielerin